# Julio Bernácer Tormo
Julio Bernácer Tormo (Alicante, 12 de julio de 1883 – Las Navas del Marqués, Ávila, 18 de noviembre de 1936) fue un poeta y novelista español, hermano del reconocido economista Germán Bernácer Tormo.
Nacido en Alicante, Julio Bernácer Tormo desarrolló una notable carrera literaria en el ámbito de la poesía y la novela. Además de su faceta literaria, ejerció la docencia en la Escuela de Comercio de Alicante como profesor de idiomas y de ejercicios de gramática Castellana. También trabajó como administrativo en Tabacalera.
Su obra literaria se caracteriza por una profunda influencia del Romanticismo, especialmente de figuras como Víctor Hugo, y una adhesión a los principios estéticos del Modernismo. La infancia y los paisajes mediterráneos de Alicante fueron fuentes recurrentes de inspiración en su producción literaria, reflejando una sensibilidad cercana a la de Gabriel Miró, con quien su familia mantenía estrechos lazos de amistad.

## Obras destacadas
Poesía:
- Canciones de la soledad y otras poesías
- El espejo de las horas
- Mediterráneo
- Cantos a bordo

Novela:
- El último deseo de Atilio Garcés
- Cazador de sombras
- La novela innovelable
- Alquimia espiritual

Memorias:
- Infantilia

Teatro:
- Laboratorio
- El amor es cursi
- Luisa Fernanda

Su estilo literario se distingue por la evocación de la belleza, la contemplación del paisaje y una profunda reflexión ética, resumida en su máxima: "la Bondad es la llave del gran secreto de la Vida y de la Muerte".
Julio Bernácer Tormo falleció en Las Navas del Marqués, Ávila, el 18 de 1936, los autores coinciden en el día y el año, pero discrepan entre octubre y noviembre.